# Bussen som blev galen
Bussen som blev galen (engelska: The Big Bus) är en amerikansk parodisk katastroffilm från 1976 i regi av James Frawley.

## Handling
Världens första atomdrivna buss ger sig ut på sin jungfrutur mellan New York och Denver. Under resan utsätts bussen för en rad attentat utförda av den konkurrerande oljeindustrin.

## Rollista i urval
- Joseph Bologna - Dan Torrance
- Stockard Channing - Kitty Baxter
- John Beck - "Shoulders" O'Brien
- Rene Auberjonois - fader Kudos
- Ned Beatty - Shorty Scotty
- Bob Dishy - dr Kurtz
- José Ferrer - "Ironman"
- Ruth Gordon - den gamla damen
- Harold Gould - professor Baxter
- Larry Hagman - läkaren på parkeringsplatsen
- Sally Kellerman - Sybil Crane
- Richard Mulligan - Claude Crane
- Lynn Redgrave - Camille Levy
- Stuart Margolin - Alex
- Howard Hesseman - Jack
- Vito Scotti - Barber